# Cinders (film 1916)
Cinders è un cortometraggio muto del 1916 diretto da Robert F. Hill.

## Produzione
Il film fu prodotto dall'Independent Moving Pictures Co. of America (IMP).

## Distribuzione
Distribuito dall'Universal Film Manufacturing Company, il film - un cortometraggio a una bobina - uscì nelle sale cinematografiche USA il 15 febbraio 1916.